# Swamp buggy (voertuig)

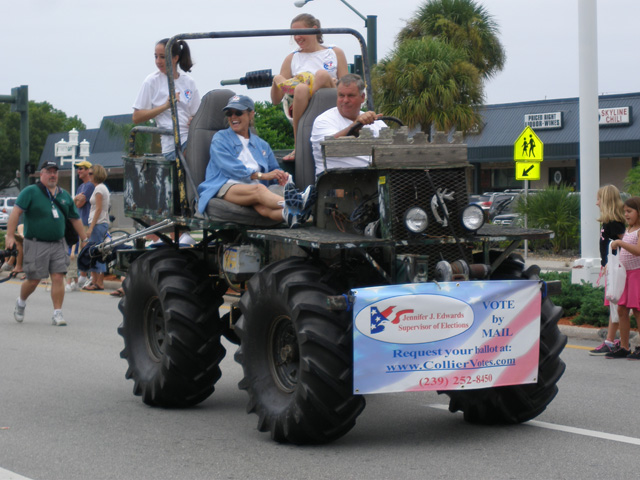
Swamp buggy tijdens parade in Naples, Florida.

Een Swamp buggy is een voertuig aangepast aan het rijden in een moeras.
Vooral in de moerassige Everglades in de Amerikaanse staat Florida ontstond de behoefte aan een voertuig dat zich in dit terrein kan verplaatsen. De eerste Swamp buggy's zijn ontstaan in de jaren 30 van de twintigste eeuw om te kunnen jagen in de uitgestrekte moerassen. Een Swamp buggy heeft vaak extra grote en brede luchtbanden om het gewicht van het voertuig over een zo groot mogelijk oppervlak te verdelen en om drijfvermogen te krijgen.
Met de oorspronkelijk voor praktische doeleinden aangepaste of ontworpen voertuigen is men later ook gaan racen.